# JERA
JERA est une coentreprise japonaise détenue à 50-50 par Chubu Electric Power et Tokyo Electric Power Company, créée en 2015, regroupant leurs activités dans la production thermique.

## Histoire
En septembre 2021, JERA annonce l'acquisition d'une participation de 27 % dans Aboitiz Power, une entreprise philippine, pour 1,58 milliard de dollars.